# Cybocephalus atomus
Cybocephalus atomus là một loài bọ cánh cứng trong họ Cybocephalidae. Loài này được Brisout de Barneville miêu tả khoa học năm 1866.